# 2021—2022年南太平洋熱帶氣旋季
2021－2022年南太平洋熱帶氣旋季，泛指在2021年7月至2022年6月內的任何時間，於南太平洋所產生的熱帶氣旋。大部份於南太平洋的熱帶氣旋通常都會於11月至4月期間形成。
本條目的範圍僅侷限於赤道以南，東經160度以東的南太平洋水域。在南太平洋產生的熱帶氣旋是由斐濟和新西蘭命名，而美国聯合颱風警報中心會把在該地區的熱帶低氣壓的編號以P字母作結。
以下各熱帶氣旋資訊以熱帶氣旋存在期間的最強形態為準。

## 已被國際命名的熱帶氣旋

### 熱帶氣旋魯比（Ruby）
12月13日下午5時，魯比（Ruby）離開澳大利亞國家氣象局責任區進入南太平洋，因此改由斐濟氣象局接續發報。
12月16日凌晨3時，斐濟氣象局判定其已轉化為溫帶氣旋。

### 強烈熱帶氣旋科迪（Cody）
1月4日，一個低壓在斐濟以北海面上形成，美國海軍研究實驗室給予擾動編號99P。
1月5日，斐濟氣象局判定其為一個熱帶擾動，給予編號03F。
1月8日上午，斐濟氣象局將其升格為熱帶低氣壓。
1月9日凌晨2時，聯合颱風警報中心將其升格為熱帶低氣壓，給予編號05P。
1月10日凌晨2時，斐濟氣象局將其升格為一級熱帶氣旋，並命名為科迪（Cody）。
1月12日凌晨2時，斐濟氣象局將其升格為三級強烈熱帶氣旋。中午12時，斐濟氣象局將其降格為二級熱帶氣旋。下午6時，斐濟氣象局將其降格為一級熱帶氣旋。
1月14日上午9時，聯合颱風警報中心發布最終警告。
1月13日凌晨3時，斐濟氣象局判定其已轉化為溫帶氣旋。
聯合颱風警報中心在10月28日發布的最佳路徑中，將其巔峰風速上調至60節（每小時110公里）。

### 強烈熱帶氣旋多維（Dovi）
2月7日，熱帶性低氣壓18U離開澳大利亞國家氣象局責任區進入南太平洋，因此改由斐濟氣象局接續發報。
2月7日上午8時，斐濟氣象局將其評為熱帶擾動，給予編號08F。
2月8日凌晨2時，斐濟氣象局將其升格為熱帶低氣壓。
2月9日凌晨3時，聯合颱風警報中心將其升格為熱帶風暴，給予編號11P。下午3時，斐濟氣象局將其升格為一級熱帶氣旋，並命名為多維（Dovi）。
2月10日下午3時，斐濟氣象局將其升格為二級熱帶氣旋。晚間9時，聯合颱風警報中心將其升格為一級熱帶氣旋。同時，斐濟氣象局將其升格為三級強烈熱帶氣旋。
2月11日凌晨3時，聯合颱風警報中心將其升格為二級熱帶氣旋。上午9時，聯合颱風警報中心將其降格為一級熱帶氣旋，並取消上一報之升格。下午2時，斐濟氣象局將其升格為四級強烈熱帶氣旋。晚間9時，斐濟氣象局將其降格為三級強烈熱帶氣旋。
2月12日凌晨3時，聯合颱風警報中心將其降格為熱帶風暴，並對其發佈最終警告。同時，斐濟氣象局判定其已轉化為溫帶氣旋。
聯合颱風警報中心在10月28日發布的最佳路徑中，將其巔峰風速上調至90節（每小時165公里）。

### 熱帶氣旋伊娃（Eva）
2月26日，一個低壓在瓦努阿圖附近生成，美國海軍研究實驗室給予擾動編號94P。凌晨3時，斐濟氣象局將其評為熱帶擾動，給予編號09F。下午2時，斐濟氣象局將其升格為熱帶低氣壓。
2月28日上午6時，聯合颱風警報中心給予評級「低」，並於上午8時將其評級提升為「中」。
3月3日上午9時，聯合颱風警報中心將其升格為熱帶風暴，給予熱帶氣旋編號18P。下午3時，斐濟氣象局將其升格為一級熱帶氣旋，並命名為伊娃（Eva）。
3月4日上午9時，聯合颱風警報中心發布最終警告。
3月5日凌晨3時，斐濟氣象局判定其已轉化為溫帶氣旋。
聯合颱風警報中心在10月28日發布的最佳路徑中，將其巔峰風速上調至45節（每小時85公里）。

### 熱帶氣旋菲力（Fili）
4月2日，一個低壓在瓦努阿圖西北方生成，美國海軍研究實驗室給予擾動編號99P。
4月3日下午2時，斐濟氣象局將其評為熱帶擾動，給予編號10F。上午11時，斐濟氣象局將其升格為熱帶性低氣壓。下午3時，聯合颱風警報中心將其升格為熱帶風暴，給予熱帶氣旋編號23P。
4月5日上午9時，斐濟氣象局將其升格為一級熱帶氣旋，並命名為菲力（Fili）。
4月6日凌晨2時，斐濟氣象局將其升格為二級熱帶氣旋。
4月7日晚間9時，斐濟氣象局將其降格為一級熱帶氣旋。
聯合颱風警報中心在10月28日發布的最佳路徑中，將其巔峰風速上調至60節（每小時110公里）。

### 熱帶氣旋吉娜（Gina）
5月16日，一個低壓在瓦努阿圖以東生成，美國海軍研究實驗室給予擾動編號91P。
5月17日上午7時，斐濟氣象局將其評為熱帶擾動，給予編號11F。
5月18日上午10時，斐濟氣象局將其升格為熱帶性低氣壓。晚間時，聯合颱風警報中心將其升格為熱帶風暴，給予熱帶氣旋編號26P。
5月19日上午5時，斐濟氣象局將其升格為一級熱帶氣旋，並命名為吉娜（Gina）。

## 未被國際命名的熱帶氣旋

### 熱帶擾動02F
12月14日，一個低壓在瓦努阿圖維拉港東北方形成，美國海軍研究實驗室給予擾動編號。
12月17日，斐濟氣象局判定其為一個熱帶擾動，給予編號02F。
12月20日，斐濟氣象局發布最終報告。

### 亚热带风暴
2022年1月12日，美國天氣預報中心(英語：Weather Prediction Center)注意到在 34°S 89°W 附近有一場亞熱帶風暴。
2022年1月13日，美國天氣預報中心發布最終警告。

### 熱帶低氣壓04F
1月13日，一個低壓在波拉波拉島西南方生成，美國海軍研究實驗室給予擾動編號91P。
1月15日，斐濟氣象局將其評為熱帶擾動，給予編號04F。
1月15日下午6時，聯合颱風警報中心將其評級提升為「中」。
11月16日，聯合颱風警報中心將其評級降為「低」。
11月19日，聯合颱風警報中心取消其評級。同時，斐濟氣象局發布最終報告。

### 熱帶擾動05F
1月19日，一個低壓在庫克群島以北生成，美國海軍研究實驗室給予擾動編號95P。斐濟氣象局將其評為熱帶擾動，給予編號05F。
1月22日，斐濟氣象局發布最終報告。

### 熱帶擾動06F
1月27日，一個低壓在索羅門群島以南方生成，美國海軍研究實驗室給予擾動編號97P。
1月29日上午9時，斐濟氣象局將其評為熱帶擾動，給予編號06F。
1月30日，斐濟氣象局發布最終報告。

### 熱帶擾動07F
2月3日下午5時，熱帶性低氣壓16U離開澳大利亞國家氣象局責任區進入南太平洋，因此改由斐濟氣象局接續發報。
2月4日上午8時，斐濟氣象局將其評為熱帶擾動，給予編號07F。
2月7日，斐濟氣象局發布最終報告。

### 亞熱帶風暴
2022年3月3日，聯合颱風警報中心判定熱帶擾動96P為一副熱帶風暴，並給予副熱帶氣旋評級「低」。
3月8日，聯合颱風警報中心取消其評級。

## 氣旋季影響
以下表格顯示了2021－2022年南太平洋熱帶氣旋季的所有熱帶氣旋以及它們的登陸資料。在括號內的死亡人數屬於非直接，但仍與風暴有關的死亡。所有破壞及死亡數字都包括風暴在擾動及溫帶氣旋階段時的資料。
| 風暴名稱 | 持續日期                      | 最高強度         | 持續風速      | 氣壓                           | 影響地區                               | 損失 （美元） | 死亡人數 | 來源              |
| -------- | ----------------------------- | ---------------- | ------------- | ------------------------------ | -------------------------------------- | ------------- | -------- | ----------------- |
| 魯比     | 12月13日－12月16日            | 二級熱帶氣旋     | 每小時110公里 | 975百帕斯卡（28.79英寸汞柱）   | 新喀里多尼亞                           | 未知          | 無       |                   |
| 02F      | 12月17日－12月20日            | 熱帶擾動         | 風力不詳      | 1,004百帕斯卡（29.65英寸汞柱） | 無                                     | 無            | 無       |                   |
| 科迪     | 1月5日－1月13日               | 三級強烈熱帶氣旋 | 每小時130公里 | 971百帕斯卡（28.67英寸汞柱）   | 斐濟                                   | >$2500萬      | 1        | [ 1 ]             |
| 04F      | 1月15日－1月19日              | 熱帶低氣壓       | 每小時35公里  | 999百帕斯卡（29.50英寸汞柱）   | 庫克群島、紐埃                         | 無            | 無       |                   |
| 05F      | 1月19日－1月22日              | 熱帶擾動         | 風力不詳      | 999百帕斯卡（29.50英寸汞柱）   | 無                                     | 無            | 無       |                   |
| 06F      | 1月29日－1月30日              | 熱帶擾動         | 風力不詳      | 1,001百帕斯卡（29.56英寸汞柱） | 新喀里多尼亞                           | 無            | 無       |                   |
| 07F      | 2月4日－2月7日                | 熱帶擾動         | 風力不詳      | 998百帕斯卡（29.47英寸汞柱）   | 無                                     | 無            | 無       |                   |
| 多維     | 2月7日－2月12日               | 四級強烈熱帶氣旋 | 每小時175公里 | 940百帕斯卡（27.76英寸汞柱）   | 新喀里多尼亞、萬那杜、諾福克島、紐西蘭 | >$3100萬      | 無       | [ 2 ] [ 3 ] [ 4 ] |
| 伊娃     | 2月26日－3月5日               | 一級熱帶氣旋     | 每小時65公里  | 995百帕斯卡（29.38英寸汞柱）   | 萬那杜、新喀里多尼亞                   | 無            | 無       |                   |
| 菲力     | 4月3日－4月9日                | 二級熱帶氣旋     | 每小時110公里 | 977百帕斯卡（28.85英寸汞柱）   | 新喀里多尼亞                           | 無            | 無       |                   |
| 吉娜     | 5月17日－5月21日              | 一級熱帶氣旋     | 每小時75公里  | 998百帕斯卡（29.47英寸汞柱）   | 萬那杜                                 | 無            | 無       |                   |
| 季節總結 |                               |                  |               |                                |                                        |               |          |                   |
| 11個系統 | 2021年12月13日－2022年5月21日 |                  | 每小時175公里 | 940百帕斯卡（27.76英寸汞柱）   |                                        | >2萬          | 1        |                   |

## 風暴名稱
本年未用名稱以灰色表示，黑體字表示今年已經使用過，粗體名稱表示該風暴活躍中，橙色表示下一個即將使用的熱帶氣旋名稱。
| - Cody - Dovi - Eva - Fili - Gina | - Hale - Irene（未用） - Judy（未用） - Kevin（未用） - Lola（未用） |  |

## 外部連結
- 世界氣象組織（页面存档备份，存于）
- 澳洲氣象局（页面存档备份，存于）
- 斐濟氣象部門（页面存档备份，存于）
- 紐西蘭氣象局（页面存档备份，存于）
- 美國聯合颱風警報中心(JTWC)（页面存档备份，存于）

## 参見
- 2021年太平洋颱風季
- 2021年太平洋颶風季
- 2021年大西洋颶風季
- 2021年北印度洋氣旋季
- 2022年太平洋颱風季
- 2022年太平洋颶風季
- 2022年大西洋颶風季
- 2022年北印度洋氣旋季
- 2021－2022年西南印度洋熱帶氣旋季
- 2021－2022年澳洲地區熱帶氣旋季